# Protoneura scintilla
Protoneura scintilla là loài chuồn chuồn trong họ Protoneuridae. Loài này được Gloyd mô tả khoa học đầu tiên năm 1939.